# Cayriech
Cayriech település Franciaországban, Tarn-et-Garonne megyében. Lakosainak száma 273 fő (2022. január 1.). Cayriech Caussade, Lapenche, Puylaroque, Saint-Georges és Septfonds községekkel határos.

## Népesség
A település népességének változása:
| Lakosok száma | 275  | 273  | 283  | 277  | 279  | 280  | 280  | 277  | 273  |
|               | 2013 | 2015 | 2016 | 2017 | 2018 | 2019 | 2020 | 2021 | 2022 |